# Shahinda Duzdar
Shahinda Duzdar, född 1906, död 1946, var en palestinsk feminist och aktivist.  
Hon studerade på Islamic Girls School i Jerusalem och studerade på Kairos universitet. Hon var ogift. 
Hon var medgrundare av Arab Women's Association of Palestine 1929, och fungerade som dess första kassör.
Medlemmarna kom som regel ur palestinska över- och medelklassfamiljer, hade västerländsk utbildning och bar inte slöja, utan menade i likhet med dåvarande modernistiska arabnationalister att kvinnor borde få samma rättigheter som män för att kunna bidra till en framtida självständig stats framgång. 
Shahinda Duzdar hade en offentlig roll i föreningen och nämns ofta i pressen. Hon upprättade kontakter med andra organisationer, skrev och arrangerade demonstrationer och protester, höll offentliga tal och träffade den brittiska styresmannen (high commissioner). Hon deltog i Eastern Women's Conference for the Defense of Palestine i Kairo 1938, men inte i Arab Women's Congress of 1944. 